# Damia (chanteuse)
Pour les articles homonymes, voir Damia.
Louise Marie Damien, dite Damia ou Maryse Damia, est une danseuse, chanteuse et actrice française née le 5 décembre 1889 dans le 13e arrondissement de Paris et morte le 30 janvier 1978 à La Celle-Saint-Cloud. Très célèbre dans l’entre-deux guerres et surtout dans les années 1930, elle reste l’interprète inoubliable qui chantait les bras en croix ou posés sur la poitrine de chansons qu’elle a transformées en succès. Citons « Les Goélands», « Mon Matelot », « Le Grand Frisé », « Les deux Ménétriers », « La Veuve », « La Mauvaise Prière », « Le ciel est par-dessus le toit » (un poème de Verlaine mis en musique par Reynaldo Hahn) et de « Sombre Dimanche », chanson un temps interdite d’interprétation en public en Hongrie, en raison de son caractère supposé suicidogène.

## Biographie
Louise Marie Damien naît le 5 décembre 1889 dans le 13e arrondissement de Paris.
Sa famille est originaire des Vosges : Son grand-père maternel, Louis Claude, était ouvrier en fer, et sa grand-mère maternelle, Marie-Catherine Larcher, était brodeuse. Son père, Nicolas Damien (1853-1903) est journalier originaire de Nonville et sa mère également journalière, Marie Joséphine Louise Claude, dite « Fifine » (1858-1916) de Darney. Louise Marie va souvent en vacances chez ses grands-parents maternels à Darney où ils possèdent une ferme, avant que ses parents ne s'installent à Paris où son père devient agent de police.
Peu de temps après la mort de son père, la jeune Louise Marie Damien âgée de 15 ans, fuit la demeure parentale de Rueil pour échapper à la maison de correction. « Je bourlinguais déjà ! », expliquera-t-elle plus tard. Très jeune, elle frôla, semble-t-il, à plusieurs reprises, la maison de correction et trouve finalement un rôle de figuration au théâtre du Châtelet, puis à la Cigale où, affublée de robes ridicules, elle danse en chantant une ritournelle acidulée « c’est nous les bonbons anglais. ».

### Premiers spectacles sur scène à l'âge de 18 ans
Damia apprend à jouer à l’école du Théâtre libre. Dès 1909, elle obtient enfin un vrai rôle comme partenaire de Max Dearly dans La Valse chaloupée, un spectacle qui rendra populaire la valse chaloupée. En 1908, Max Dearly et Mistinguett jouent au Moulin-Rouge avec ce nouveau spectacle humoristique de danse qui remporte un franc succès et qu’ils projettent de jouer sur la scène du fameux Savoy de Londres. Cependant, avant leur représentation à Londres, Mistinguett est déclarée persona non grata sur le territoire britannique pour cause d’« indécence », au motif principal qu’elle chantait les jambes écartées. On demande alors à la jeune Louise Marie de la remplacer au pied levé dans ce rôle de « Gigolette, fleur de printemps ». La Valse chaloupée reprendra ensuite vers 1909 de nouveau avec Mistinguett au Théâtre des Variétés.
Damia est alors remarquée par Roberty, le mari de la « grande » Fréhel, qui lui donne des cours de chant et avec lequel elle aura beaucoup plus tard une liaison.

### Débuts dans la chanson française
À son retour d’Angleterre en 1911, elle débute comme chanteuse et commence à se produire sur la scène de cafés-concerts tels que la Pépinière-Opéra, le Petit Casino et l'Alhambra. Elle fait aussi quelques représentations à Tabarin.
Elle devient la tête d'affiche d’un spectacle du « caf' conc' » de Félix Mayol, de la Gaieté-Montparnasse, du Casino de Paris, de Bobino, de l'Européen, de l'Étoile. Sacha Guitry prétend qu'il lui a conseillé le fourreau noir, dessiné sa silhouette et imposé un style aux chanteuses réalistes qui lui succéderont, telles qu'Édith Piaf et Juliette Gréco. Mais dans une entrevue radio, elle dit que l'idée de la robe noire est venue de Max Dearly. Elle impose une rupture scénique en abandonnant les décors au profit du seul rideau noir. Elle chantait sans micro, robe noire, rideau noir, elle fut la première chanteuse en noir. Son esthétique scénique s'inscrit dans l'expressionnisme et la rénovation dramatique de Jacques Copeau.
Durant la guerre de 1914-1918, elle chante au front. Après l’armistice, Damia mène parallèlement une carrière de chanteuse et de comédienne cinématographique où elle joue souvent des rôles proches de sa situation personnelle et d’artiste.
Elle fréquente le cercle littéraire féminin et lesbien autour de la poétesse et salonnière Natalie Barney. Elle y côtoie Romaine Brooks, Gabrielle Bloch dite Gab Sorère et la danseuse Loïe Fuller avec laquelle elle part en tournée et qui lui enseigne la science des éclairages et de la lumière mais surtout celle de la mise en scène. Elle fera ainsi encore sa première apparition cinématographique dans Le Lys de la vie, le premier film de Loïe Fuller et Gab Sorère.
C’est dans ce contexte qu’elle fait la rencontre de l'architecte, décoratrice et designer Eileen Gray, avec laquelle elle noue une relation amoureuse. Eileen Gray crée pour la chanteuse son premier fauteuil dit « à la sirène ».
L’originalité de ses chansons et la force avec laquelle elle chante son répertoire (en robe noire, sans manches, éclairée par un seul projecteur) vont rapidement en faire une vedette du monde de la chanson et sa technique de présentation scénique sera reprise ultérieurement par des artistes français comme Piaf. Certes, la voix de Damia est râpeuse et irrégulière, mais on[Qui ?] lui reconnait de donner le frisson.
« La voix ample profonde, prête à se briser pleine "de sanglots et de révolte mêlés" », selon l'expression du romancier Henri Béraud, qui écrit de nombreux textes à mettre en musique, Damia dans un fourreau noir stylisé, s’illustre en chantant et en interprétant les mélodrames, les rengaines des faubourgs et ce, avant l'époque du micro, de la radio et de la télévision.

### Premiers enregistrements sonores de ses chansons
En décembre 1926, après avoir refusé plusieurs fois et pendant de nombreuses années les propositions au prétexte que sa voix gravée sur cire était déformée, elle prend conscience que le public demande à posséder ce nouvel objet de fétichisme musical qu’est le disque enregistré. Son succès sur scène à l’époque est tel qu’on voulait avoir un bout de Damia chez soi. Elle se laisse donc finalement convaincre par la maison de disque Odeon d’enregistrer ses premiers disques EP 78 tours qui sortiront début 1927. À cette époque , la firme de disques Odeon inaugure l’enregistrement électrique fraichement importé des États-Unis, une innovation fondamentale qui va révolutionner le marché du disque et la carrière de Damia. Dès 1927, elle va enregistrer la plupart de ses nouvelles créations, comme le confirme Francesco Rapazzini, auteur de la biographie « Damia, une diva française ». Après deux années passées chez Odeon, elle va signer brièvement pour quelques disques chez Pathé et Perfectaphone, puis Damia fait son entrée chez Columbia, une marque angloaméricaine nouvellement implantée en France avec une filiale française et dont « la qualité d’enregistrement surpasse toutes ses concurrentes ».
Si les premiers enregistrements sont jugés décevants : sa voix est nasillarde et les orchestrations sont mauvaises, en revanche à partir de 1930, elle devient la compagne du directeur artistique de la Columbia, Jean Bérard et elle devient une fervente adepte des enregistrements de disques.

### Succès populaires dans les années 1930
Elle deviendra petit à petit l’interprète inoubliable qui chantait les bras en croix ou posés sur la poitrine de chansons à texte qu’elle transforme en succès publics : « Mon Matelot », « Le Grand Frisé », « Les Ménétriers », « La Veuve », « La Mauvaise Prière », « Le ciel est par-dessus le toit », (un poème de Verlaine mis en musique par Reynaldo Hahn). « Les Goélands» de Lucien Boyer restera sa chanson fétiche sur scène jusqu’à la fin de sa carrière.

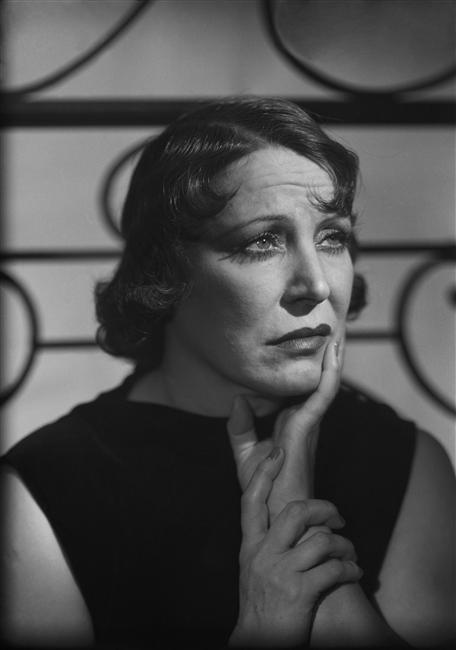
Damia photographiée par le Studio Harcourt en 1939, elle a 49 ans.

Au début du cinéma parlant, nombre de producteurs de cinéma français font naturellement appel aux grandes gloires du music hall, pour jouer dans des films agrémentés de chansons. La technique sonore est hélas encore rudimentaire, et le résultat s’avère rarement réussi. Pourtant en 1930, Damia enchaîne quelques rôles tragiques marquants très proches de sa destinée personnelle et d’artiste. Elle joue une chanteuse mourante, rôle principal de «Tu m’oublieras» puis le rôle principal de Sola (1931), deux films d’Henri Diamant Berger. Dans ce film, elle y joue le rôle d’une chanteuse déchue qui finit sa carrière dans un cabaret minable de Singapour. Elle préfère renoncer au jeune homme qui l’aime follement, mais celui-ci, va la tuer et se suicider après. Sa prestation cinématographique fut bien jugée par la critique, même si on la trouva trop âgée pour le rôle. Elle fait aussi une apparition remarquable dans l’excellente adaptation d’un roman de Simenon, La Tête d’un homme (1932) réalisée par Julien Duvivier, encore en chanteuse camée, égrainant une « complainte » désespérée.
Dans les années 1930, elle poursuit encore sur sa lancée discographique en enregistrant « C'est mon gigolo» de L. Casucci, A. Mauprey, J. Lenor ; « Le grand frisé» de L. Daniderff, E. Ronn ; « Tu m'oublieras» de J. Lenoir, H. Diamant Berger ; « La chaîne» de L. Daniderff, E. Ronn ; « La ginguette a fermé ses volets» de L. Montagné, C. Zimmer ; « Johnny Palmer» de C. Pingault, C. Webel ; « Tout fout l'camp» de Juel, R. Asso…
En 1935, la « tragédienne de la chanson » confiera à Maurice Verne, auteur du livre guide Les amuseurs de Paris (1932) : « Tu t’expliques maintenant que j’peux être prise d’une envie de chialer comme une idiote quand un musicien vient me donner l’audition d’une de ces goualantes un peu cul-cul qu’on fabrique à mon intention, avec ces histoires de bonnes prostituées, la saoulerie des larmes d’amour, tous les trucs quoi ! (…) Il y a quelquefois plus romance que la romance, c’est la vie. ».
Le 28 février 1936, Damia enregistre la chanson suicidogène Sombre Dimanche, une complainte hongroise titrée Szomorú Vasarnap signée Laszlo Javor et Rezső Seress, remise en version française par Jean Marèze et François-Eugène Gonda. Son compositeur, pianiste de Budapest, est accusé d’avoir engendré par sa tristesse mélodramatique plusieurs suicides , la chanson est ainsi interdite d'interprétation au public dès sa création en Hongrie. Georgius ne manqua pas de la parodier avec son « Triste Lundi ». Mais la chanson continuera son destin tantôt maudit puisqu'on la retrouvera bientôt sous le titre de Gloomy Sunday chanté par Billie Holiday.

### Déclin artistique depuis l'après-guerre
Adulée par le public durant l'entre-deux-guerres, elle est occultée après l'Occupation par de plus jeunes idoles, notamment Édith Piaf. Elle triomphe cependant dans un récital à Pleyel en 1949 mais elle recueille de mauvaises critiques : on lui reproche de ne pas se renouveler. En 1953, elle fait une tournée au Japon où elle obtient un succès aussi considérable qu’inattendu, le public japonais raffole de sa version de Sombre dimanche. Elle modernise son répertoire avec des titres de jeunes auteurs et remonte sur les planches à Paris en 1954 à l’Olympia, avec en première partie Jacques Brel, alors débutant, puis Marie Dubas.
Mais la chanteuse réaliste, alors sexagénaire, cantonnée à une figure de la Belle Époque égarée dans une autre modernité est jugée comme n’étant plus au goût du jour. Lorsqu’elle interprétera des chansons modernes du jeune Léo Ferré sur la scène de l’Olympia, le public irrespectueux cria « À la retraite ! », considérant à juste titre qu’elle en faisait trop. Elle tombe malade et tire sa révérence de la scène en 1955 , elle se retire définitivement du métier.
En 1963, l’Académie Charles-Cros lui décerne son Grand Prix pour son disque Les Belles Années du Music Hall, une compilation. Cette consécration tardive sonne un peu comme un repentir d’oubli de la part de l’académie, mais aussi comme l'occasion de lui rendre un important hommage, puisque la remise des prix se fait sous le haut patronage du président de la République Française. Cela fait alors huit années qu’elle s’est retirée du Music-hall.
Baptisée « la tragédienne de la chanson », elle est aussi admirée par des écrivains de tous bords, de Jean Cocteau à Robert Desnos. Plus tard, des cinéastes comme Jean Eustache, Aki Kaurismäki ou Claude Chabrol refont entendre ses chansons.
Durant les dernières années de sa vie, il se disait que Damia était très aigrie et cinglante quand on lui parlait de nouvelles vedettes comme Mireille Mathieu « qui n’avaient pas mangé comme elle de la vache enragée ».
Damia décède brutalement le 30 janvier 1978 dans une clinique à La Celle-Saint-Cloud d’une mauvaise chute accidentelle sur les voies du métro parisien. Bien qu’à l’époque une thèse volontairement polémiste du suicide fut avancée, on notera simplement une mort presque en conformité avec un répertoire d’œuvres musicales consacré principalement aux mutilés, blessés de la vie et victimes de la malchance.
Elle est inhumée au cimetière parisien de Pantin dans la 55e division, dans le même caveau que l'actrice Ginette Maddie (1898-1980).

### Apparitions cinématographiques
Parallèlement à son activité scénique, elle tourne dans quelques films.
Elle débuta apparemment devant la pellicule en 1920 dans Le Lys de la vie de Loïe Fuller et de Gabrielle Sorère, elle joue le rôle de la femme de la mer aux côtés de René Clair, Margery Meadows, Jean-Paul Le Tarare et Flora Hart. Le film sort en 1921.
C'est aussi elle, La Marseillaise dans le Napoléon Bonaparte d'Abel Gance (en 1927). Elle est de la distribution de Tu m'oublieras en 1930 et de Sola en 1931 où elle tient le rôle titre, 2 réalisations sous la direction de Henri Diamant-Berger. On la voit brièvement dans La tête d'un homme de Julien Duvivier en 1933 et dans Les Perles de la couronne de Sacha Guitry (et de Christian-Jaque) en 1937 et dans Remontons les Champs-Élysées (1938). On la revoit ensuite, vieillie, en 1956, en mendiante dans le cent soixantième remake de Notre-Dame de Paris, celui de Jean Delannoy en 1956 avec Gina Lollobrigida et Anthony Quinn, puis dans Goubbiah, mon amour de Robert Darène où elle joue la mère d’une jeune gitane dont Goubbiah (Jean Marais) est éperdument amoureux.

## Postérité et hommages
Damia est sans doute l’une des plus célèbres vedettes du music hall français d’avant guerre. Avec Fréhel, Berthe Sylva, Suzy Solidor, Lys Gauty et Édith Piaf, celle qu’on a surnommé « la tragédienne de la chanson » est l’une des grandes représentantes de « la chanson réaliste ». Ses refrains et couplets tragiques et sordides dans le même esprit qu’Eugène Sue ou Émile Zola, sonnent durement et esquissent à grands coup de crayons des histoires d’amours désespérées, les misères matérielles et morales des milieux les plus pauvres et miséreux.

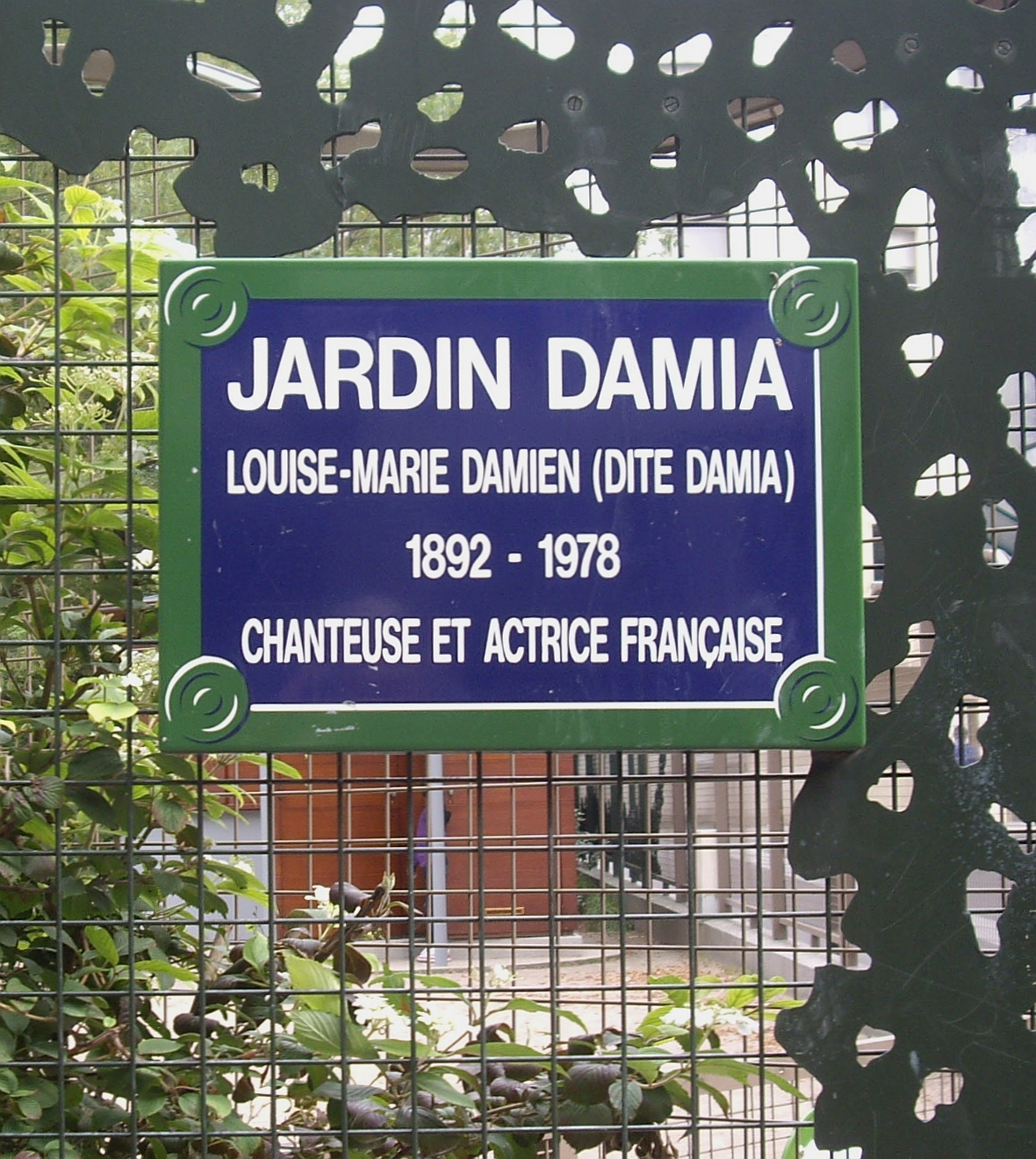
Plaque du jardin Damia dans le 11e arrondissement de Paris. Le prénom Louise-Marie reprend l'ordre retrouvé dans l'acte de naissance de Damia. La date de naissance sur la plaque est incorrecte : Damia naît en 1889.

- Dans les années 1930, Damia est connue pour sa robe noire et son refus d'avoir un décor peint derrière elle, ce qui est nouveau à cette époque[18].
- Paul Colin a peint le portrait de Damia pour une affiche.
- Sa modernité a influencé de nombreux artistes de la deuxième moitié du XXe siècle, tels Édith Piaf[18], qui reprend quelques titres et gestuelles de Damia, Barbara[7], Jacques Brel, voire Serge Gainsbourg[19].
- En 1997, est créé dans le 11e arrondissement de Paris un jardin labellisé « Espace vert écologique », dénommé jardin Damia en hommage à la chanteuse[20]. La plaque de rue indique cependant une date de naissance erronée.
- Un musée consacré à Damia est inauguré le 22 septembre 2018 dans le château de Darney à l'initiative de l'association des Amis du patrimoine de Darney et de collectionneurs parisiens.

## Chansons et discographie

### Chansons (répertoire sélectif)
- Du gris
- Un souvenir (redécouvert dans La Maman et la Putain de Jean Eustache et La Fleur du mal de Claude Chabrol)
- La Venenosa
- Calvaire d'amour
- Brouillard
- Les cloches n'ont pas sonné

1926
- Hantise

1927
- La Rue de la Joie
- Les Deux Ménétriers (texte de Jean Richepin)

1928
- La Chaîne
- Dis-moi
- Ploum ploum ploum

1929
- Les Goélands (paroles et musique de Lucien Boyer)
- L'Orgue (texte de Charles Cros)
- L'Esclavage
- J'ai peur
- Ne dis rien

1930
- J'ai l'cafard
- C'est mon gigolo
- Le Grand Frisé
- Depuis que les bals sont fermés

1931
- Tu ne sais pas aimer (Chanson extraite du film "Sola")
- Les Nocturnes
- Je voudrais que la nuit
- Complainte de Mackie (tirée de la version française de "L'Opéra de quat'sous" de Kurt Weill et Bertolt Brecht)
- Pour un seul amour
- Ce n'est pas toujours drôle (Chanson extraite du film "Un soir de rafle")
- La Plus Belle Chanson
- Amours de minuit
- On ne lutte pas contre l'amour (version française de la chanson allemande Leben ohne liebe kanst du nicht interprétée par Marlene Dietrich)
- Il ne reste rien
- La Chanson du passé

1932
- Mon matelot
- Les Inquiets
- De profundis
- Berceuse tendre (Il fait si bon près de toi) (Léo Daniderff - Daniderff, Ronn)

1933
- Beau petit marin de passage
- La Veuve
- Pour en arriver là
- Complainte (chanson extraite du film  La Tête d'un homme)
- J'ai bu
- La Garde de nuit à l'Yser
- La Suppliante
- Chansons gitanes - Chanson de route
- Chansons gitanes - Chanson à boire
- La Chanson des flots
- Roule ta bosse
- Chantez pour moi, violons (version française de Play Fiddle, Play)
- Pluie
- Tout le jour, toute la nuit (Version française de Night and Day de Cole Porter)

1934
- La Guinguette a fermé ses volets
- En maison
- Toboggan
- Moi... j'm'ennuie (musique de Wal-Berg)

1935
- La Mauvaise prière
- Mon phono chante
- J'ai perdu ma jeunesse

1936
- Du soleil dans ses yeux
- Sombre Dimanche
- C'est la guinguette
- Celui qui s'en va
- Aux quatre coins de la banlieue (paroles de Michel Vaucaire)
- Aimez-vous les moules marinières ? (paroles de Henri Varna et Michel Vaucaire)
- Celui qui s'en va (paroles de Charles Richter, musique de Tiarko Richepin)

1937
- L'Étranger (musique de Robert Juel et de Marguerite Monnot)
- Mon légionnaire[21]

1938
- Johnny Palmer (paroles de Christian Vebel)
- Personne (paroles et musique de Michel Emer)
- C'est dans un caboulot
- La Malédiction
- Café chantant

1939
- Tout fout le camp (paroles de Raymond Asso)
- Balalaïka (Charlys - Maurice Vandair, Gastil)

1941
- La rue de notre amour (musique de Maurice Alexander, paroles de Maurice Vandair)
- Tourbillons d'automne

1942
- Mon amour vient de finir (paroles d'Édith Piaf et musique de Marguerite Monnot)

1943
- Dans ma solitude

1944
- Ma rue
- On danse à La Villette
- Bonjour mon chien

1948
- La Femme à la rose

1952
- Deux femmes

### Discographie
- N.B. : les disques Odeon sont libellés "Damia".
- N.B. : les disques Pathé sont libellés "Mlle Damia".
- N.B. : les disques Columbia sont présentés sous le patronyme de "Mme Damia" jusqu’en 1936, puis simplement "Damia".

| Rang | Chansons (et type de chanson) | Auteurs : Parolier (noté "P"), Compositeur (noté "C") , adapteur français (A)                                                           | Accompagnement                                                                                     | Maison de disques Type de disque et références musicales de sortie                           |
| ---- | --- | --- | -------------------------------------------------------------------------------------------------- | -------------------------------------------------------------------------------------------- |
| 1927 | • 1. Le Portrait • 2. Il a les bras retournés | 1. Pierre Larrieu (P & C) 2. Charles-Louis Pothier & Henri Varna (P) René Mercier (C)                                                   | « La célèbre chanteuse tragédienne avec accompagnement de quatuor à cordes (1), d’accordéon (2). » | Odeon, Paris. EP 78 RPM Odeon 166 028                                                        |
| 1927 | • 1. La Chaîne • 2. La Rue de la Joie | 1. Léo Daniderff (P & C) 2. Pierre Larrieu (P & C)                                                                                      | « La célèbre chanteuse tragédienne, accompagnement de quatuor (1 et 2). »                          | Odeon, Paris. EP 78 RPM Odeon 166 056 EP Odeon 186058 (boîte)                                |
| 1927 | • 1. Les Ménétriers • 2. Quatre-vingt-neuf | 1. Jean Richepin (P) & Lucien Durand C) 2. Robert Valaire, Fernand Rouvray & Henri Varna (P) Pierre Larrieu (C)                         | « La célèbre chanteuse tragédienne (1), avec accompagnement de quatuor (2). »                      | Odeon, Paris. EP 78 RPM Odeon 166 057                                                        |
| 1927 | • 1. La Veuve • 2. Chanson de fou | 1. Jules Jouy (P), Pierre Larrieu (C) 2. Henri de Fleurigny (P) & Gaston Lemaire (C)                                                    | « La célèbre chanteuse tragédienne, accompagnement de quatuor (1 et 2). »                          | Odeon, Paris. EP 78 RPM Odeon 171 052                                                        |
| 1928 | • 1. Ce n'est pas vrai • 2. Hantise… | 1. Pierre Larieu (P) & (C) 2. Robert Valaire (P) & Pierre Larieu (C)                                                                    | Accompagnement d’orchestre sous la direction de ?                                                  | Disques Perfectaphone EP 78 RPM Perfectaphone saphir no 1905                                 |
| 1928 | • 1. J'ai des fleurs • 2. ? | 1. ? (P), ? (C) 2. ? (P) & ? (C) | Accompagnement d’orchestre sous la direction de ?                                                  | Disques Perfectaphone EP 78 RPM Perfectaphone saphir no 1911                                 |
| 1928 | • 1. La Complainte du prisonnier • 2. ? | 1. ? (P), ? (C) 2. ? (P) & ? (C) | Accompagnement d’orchestre sous la direction de L.J.Rousseau                                       | Disques Perfectaphone EP 78 RPM Perfectaphone saphir no 1944                                 |
| 1929 | • 1. L'Esclavage • 2. ? | 1. ? (P), ? (C) 2. ? (P) & ? (C) | Accompagnement d’orchestre sous la direction de ?                                                  | Disques Perfectaphone EP 78 RPM Perfectaphone saphir no 1987                                 |
| 1929 | • 1. La Rue de la Joie (chanson réaliste) • 2. Ploum ploum ploum | 1. Léo Lelièvre fils, Fernand Rouvray, Henri Varna, Robert Valaire (P) & Pierre Larrieu (P & C) 2. Paul Briquet (P) & Jean Eblinger (C) | | Disques Pathé, Paris. EP 78 RPM Pathé 3599                                                   |
| 1929 | • 1. Dis moi (mélodie) • 2. Ce n'est pas vrai (chanson vécue) | 1. Robert Valaire (P) & Pierre Larrieu (P & C) 2. Robert Valaire (P) & Pierre Larrieu (C)                                               | « Concert avec accompagnement d’orchestre »                                                        | Disques Pathé, Paris. EP 78 RPM Pathé X 3600                                                 |
| 1929 | • 1. Ah ! Dis Charlotte ! • 2. Dorothy (chantée par Mlle Mistinguett) | 1. ? (P), ? (C) 2. ? (P) & ? (C) | ?                                                                                                  | Disques Pathé, Paris. EP 78 RPM Pathé 4340                                                   |
| 1930 | • 1. Ne dis rien ("Worryin'") - Valse • 2. Les Goélands | 1. Maurice Aubret (P), George Fairman (C) 2. Lucien Boyer (P & C)                                                                       | Accompagnement d’orchestre sous la direction de Pierre Chagnon                                     | Columbia Graphophone Company Ltd. EP 78 RPM Columbia - DF 15                                 |
| 1930 | • 1. Maruska (Valse chantée) • 2. Boublitchki | 1. Maurice Aubret (P), Dino Rulli (C) 2. Jean Lenoir & B. Darthel (P) & Tibor Harsányi (C)                                              | Accompagnement d’orchestre sous la direction de Pierre Chagnon                                     | Columbia Graphophone Company Ltd. EP 78 RPM Columbia - DF 101 et EP 78 RPM Columbia BF258    |
| 1930 | • 1. C'est mon gigolo (Tango chanté, version tirée de la revue "Appolo" ) • 2. Celle Que Vous Attendez                                                                                               | 1. Jean Lenoir (P), André Mauprey (P), Loenello Casucci (C) 2. Jean Lenoir (P) & Tom Burke (C)                                          | Accompagnement d’orchestre sous la direction de Pierre Chagnon                                     | Columbia Graphophone Company Ltd. EP 78 RPM Columbia - DF 133                                |
| 1930 | • 1. La Veuve • 2. Le Fou | 1. Jules Jouy (P) et Pierre Larrieu (C) 2. André Barde (P) & Pierre Larrieu (C)                                                         | Accompagnement d’orchestre sous la direction de Pierre Chagnon                                     | Columbia Graphophone Company Ltd. EP 78 RPM Columbia - DFX 144                               |
| 1930 | • 1. La Mauvaise Prière • 2. Chanson de bord : (a), Pique la baleine (b), Sur le pont de Morlaix | 1. René Chalupt (P) et Louis Aubert (C) 2. Armand Maillet (P) & (Traditionnel) Harmonisation de Pierre Chagnon (C)                      | Accompagnement d’orchestre sous la direction de Pierre Chagnon                                     | Columbia Graphophone Company Ltd. EP 78 RPM Columbia - DF 204                                |
| 1930 | • 1. L'Étranger (chanson) • 2. La Rue (chanson) | 1. Robert Malleron (P) et Marguerite Monnot, Robert Juel (C) 2. Charles Fallot (P) & Yvon Gosselin (C)                                  | Accompagnement d’orchestre sous la direction de Wal-Berg                                           | Columbia Graphophone Company Ltd. EP 78 RPM Columbia - DF 214                                |
| 1930 | • 1. La guinguette a fermé ses volets (valse musette) • 2. La Rue de notre amour (Valse) | 1. ? (P), ? (C) 2. ? (P) & ? (C) | Accompagnement d’orchestre sous la direction de Pierre Chagnon                                     | Columbia Graphophone Company Ltd. EP 78 RPM Columbia - BF 215                                |
| 1930 | • 1. Johnny Palmer • 2. La Garde de nuit à l'Yser | 1. ? (P), ? (C) 2. ? (P) & ? (C) | Accompagnement d’orchestre sous la direction de Pierre Chagnon                                     | Columbia Graphophone Company Ltd. EP 78 RPM Columbia - BF 216                                |
| 1931 | • 1. Tu ne sais pas aimer (valse chantée du film Sola) • 2. La Fille aux matelots (chanson du film Sola)                                                                                             | 1. Maurice Aubret (P), Guy Zoka (C) 2. Henri Diamant-Berger & Jacques Reale (P) & Guy Zoka (C)                                          | Accompagnement d’orchestre sous la direction de Pierre Chagnon                                     | Columbia Graphophone Company Ltd. EP 78 RPM Columbia - DF 297                                |
| 1931 | • 1. L'Orgue (légende allemande) • 2. J'ai peur (Valse chantée) | 1. Charles Cros (P), Louis Loréal (C) harmonisée par Pierre Larrieu (C) 2. Louis Despax (P) & Jean Eblinger (C)                         | Accompagnement d’orchestre sous la direction de Pierre Chagnon                                     | Columbia Graphophone Company Ltd. EP 78 RPM Columbia - DF 309                                |
| 1931 | • 1. Pour un mot (Valse chantée) • 2. Tu m'oublieras ! (Valse lente chantée du film Tu m'oublieras)                                                                                                  | 1. Robert Valaire (P), Antonio Parera (C) 2. Henri Diamant-Berger (P) & Jean Lenoir (P & C)                                             | Accompagnement d’orchestre sous la direction de Pierre Chagnon                                     | Columbia Graphophone Company Ltd. EP 78 RPM Columbia - DF 373                                |
| 1931 | • 1. Le Grand Frisé • 2. Quand c'est lui | 1. ?(P), Léo Daniderff (C) 2. ? (P) & Gaston Gabaroche (C)                                                                              | Accompagnement d’orchestre sous la direction de Pierre Chagnon                                     | Columbia Graphophone Company Ltd. EP 78 RPM Columbia - DF 416                                |
| 1931 | • 1. J’ai le cafard (chanson de genre) • 2. Les Rosses | 1. Louis Despax(P), J. Eblinger (C) 2. Maurice Aubret (P) & Jean Lenoir (C)                                                             | Accompagnement d’orchestre sous la direction de Pierre Chagnon                                     | Columbia Graphophone Company Ltd. EP 78 RPM Columbia - DF 429                                |
| 1931 | • 1. Redis moi ! (valse chantée du film Sola) • 2. La Chanson du passé (boston chanté) | 1. Henri Diamant-Berger, Jacques Monteux & Jacques Reale (P) & Guy Zoka (C) 2. Léon Uhl (P), Pierre Larrieu & André Cadou (C)           | Accompagnement d’orchestre sous la direction de Pierre Chagnon (&) et de Armand Bernard (2)        | Columbia Graphophone Company Ltd. EP 78 RPM Columbia - DF 447                                |
| 1931 | • 1. (Berceuse tendre) : "II fait si bon près de toi" • 2. Les Nocturnes | 1. Léo Daniderff (P) & (C) 2. R. Le Peltier, Ch. Cluny (P) & G. Gabaroche(C)                                                            | Accompagnement d’orchestre sous la direction de Bernard Armand                                     | Columbia Graphophone Company Ltd. EP 78 RPM Columbia - DF 448                                |
| 1931 | • 1. Complainte de Mackie (Version tirée du film sonore "L'Opéra de Quatre Sous) • 2. C’est pas toujours drôle (Version tirée du film sonore "Un soir de rafle)''                                    | 1. André Mauprey (P), Kurt Weill (C) 2. Léo Lelièvre Fils (P) & Philippe Parès, Georges van Parys (P & C)                               | Accompagnement d’orchestre sous la direction de Pierre Chagnon                                     | Columbia Graphophone Company Ltd. EP 78 RPM Columbia - DF 568                                |
| 1931 | • 1. Je Voudrais que la Nuit… • 2. Pour un Seul Amour | 1. Maurice Aubret (P) & Gaston Gabaroche (C) 2. Maurice Aubret (P) & Gaston Gabaroche (C)                                               | Accompagnement d’orchestre sous la direction de Pierre Chagnon                                     | Columbia Graphophone Company Ltd. EP 78 RPM Columbia - DF 586                                |
| 1931 | • 1. Amours de minuit (valse chantée du film sonore "Amours de minuit") • 2. On ne lutte pas contre l'amour (valse-boston du film sonore "Calais-Douvres")                                           | 1. ?(P), Jean Delannay (C) 2. ? (P) & Mischa Spoliansky (C)                                                                             | Accompagnement d’orchestre sous la direction de Pierre Chagnon                                     | Columbia Graphophone Company Ltd. EP 78 RPM Columbia - DF 768                                |
| 1932 | • 1. La Plus Belle Chanson (Mélodie) • 2. Il me reste plus rien (Mélodie) | 1. Maurice Aubret (P), Jean Delannay (C) 2. Janblan (P) & Jean Lenoir (C)                                                               | Accompagnement d’orchestre sous la direction de Pierre Chagnon                                     | Columbia Graphophone Company Ltd. EP 78 RPM Columbia - DF 780                                |
| 1932 | • 1. Les Inquiets • 2. De profundis | 1. ? (P), ? (C) 2. ? (P) & ? (C) | Accompagnement d’orchestre sous la direction de Pierre Chagnon                                     | Columbia Graphophone Company Ltd. EP 78 RPM Columbia - DF 893                                |
| 1932 | • 1. Mon matelot • 2. Pour en arriver là | 1. Charles Nichter (P), Bétove (C) 2. Dommel (P) & Jean Lenoir (C)                                                                      | Accompagnement d’orchestre sous la direction de Pierre Chagnon                                     | Columbia Graphophone Company Ltd. EP 78 RPM Columbia - DF 1092                               |
| 1933 | • 1. La tête d’un homme (Version tirée du Film sonore La Tête d'un homme) • 2. J’ai bu (chanson) | 1. Julien Duvivier (P), Jacques Dallin (C) 2. Charlie Davson (P) & Jacques Dallin (P & C)                                               | Accompagnement d’orchestre sous la direction de Pierre Chagnon                                     | Columbia Graphophone Company Ltd. EP 78 RPM Columbia - DF 1113                               |
| 1933 | • 1. La Garde de nuit à l'Yser • 2. La Suppliante (Lamento) | 1. Ernest Genval (P), Lucien Boyer (C) 2. A. Sapin (P) & Ch. H. Laurent (P & C)                                                         | Accompagnement d’orchestre sous la direction de Pierre Chagnon                                     | Columbia Graphophone Company Ltd. EP 78 RPM Columbia - DF 1171                               |
| 1934 | • 1. La Chanson des flots (chanson) • 2. Roule ta bosse (chanson) | 1. Roland Gael (P), Gustave Goublier (C) 2. Simon Gantillon (P) & Bétove (C)                                                            | Accompagnement d’orchestre sous la direction de Jean Jacquin                                       | Columbia Graphophone Company Ltd. EP 78 RPM Columbia - DF 1271                               |
| 1934 | • 1. Chanson de route (Chansons Gitanes) • 2. Chanson à boire (Chansons Gitanes) | 1. Simon Gantillon (P), André Cadou (C) 2. Simon Gantillon (P) & André Cadou (C))                                                       | Accompagnement d’orchestre sous la direction de Jean Jacquin                                       | Columbia Graphophone Company Ltd. EP 78 RPM Columbia - DF 1350                               |
| 1934 | • 1. Pluie • 2. Sur votre bateau | 1. Bernard Zimmer (P), Jean Lenoir (C) 2. Maurice Aubret (P) & Jean Delannay (C))                                                       | Accompagnement d’orchestre sous la direction de Jean Jacquin                                       | Columbia Graphophone Company Ltd. EP 78 RPM Columbia - DF 1425                               |
| 1934 | • 1. Dis-moi tout bas • 2. En maison (chanson) | 1. Vincent Scotto (P) & Géo Koger (C) 2. Maurice Aubret (P) & Jean Delettre (C)                                                         | Accompagnement d’orchestre sous la direction de Pierre Chagnon                                     | Columbia Graphophone Company Ltd. EP 78 RPM Columbia - DF 1567                               |
| 1934 | • 1. Chanson de halage • 2. La guinguette a fermé ses volets | 1. Jean Claude (P) & Jean Lenoir (C) 2. Zwingel (P) & Léon de Montagne (C)                                                              | Accompagnement d’orchestre sous la direction de Pierre Chagnon                                     | Columbia Graphophone Company Ltd. EP 78 RPM Columbia - DF 1624                               |
| 1935 | • 1. Moi… Je m'ennuie • 2. Les Naufragés | 1. Camille) François(P), Wal-Berg (C) 2. Charlie Davidson (P) & Francis Chagrin (C)                                                     | Accompagnement d’orchestre sous la direction de Pierre Chagnon                                     | Columbia Graphophone Company Ltd. EP 78 RPM Columbia - DF 1723                               |
| 1935 | • 1. Mon phono chante (Valse chantée) • 2. Mon cœur est un océan | 1. Louis Beydts (P) & (C) 2. J. D’Angelys, René de Buxeuil (P) & René de Buxeuil(C)                                                     | Accompagnement d’orchestre sous la direction de Pierre Chagnon                                     | Columbia Graphophone Company Ltd. EP 78 RPM Columbia - DF 1748                               |
| 1935 | • 1. Tout le jour, toute la nuit (slow-fox chanté du film "The Gay Divorcee") • 2. La Chaîne (nouvelle version réenregistrée)                                                                        | 1. ?(P), ? (C) 2. ? (P) & ? (C) | Accompagnement d’orchestre sous la direction de Armand Bernard                                     | Columbia Graphophone Company Ltd. EP 78 RPM Columbia - DF 1803                               |
| 1935 | • 1. J'ai perdu ma jeunesse • 2. Tu n'es plus rien | 1. ?(P), ? (C) 2. ? (P) & ? (C) | Accompagnée par Wal-Berg et son orchestre                                                          | Columbia Graphophone Company Ltd. EP 78 RPM Columbia - DF 1831                               |
| 1935 | • 1. Longtemps • 2. Oubliez-moi | 1. Jean Lenoir(P) &(C) 2. Jean Lenoir (P) &(C)                                                                                          | Accompagnée par Wal-Berg et son orchestre                                                          | Columbia Graphophone Company Ltd. EP 78 RPM Columbia - DF 1857                               |
| 1936 | • 1. Sombre dimanche (Chanson Hongroise) • 2. C'est La guinguette (java) | 1. Jean Mareze & François Eugène Gonda (A), Rezső Seress (C) 2. Camille François (P) & Gaston Claret (C)                                | Accompagnée par Wal-Berg et son orchestre, les Chœurs Russes Afonsky                               | Columbia Graphophone Company Ltd. EP 78 RPM Columbia - DF 1879                               |
| 1936 | • 1. Un dimanche comme les autres • 2. Celui qui s'en va… | 1. ?(P) &(C) 2. ? (P) &(C) | Accompagnée par Wal-Berg et son orchestre                                                          | Columbia Graphophone Company Ltd. EP 78 RPM Columbia - DF 1900                               |
| 1936 | • 1. La Rue (Chanson) • 2. L'étranger (Chanson) | 1. Charles Fallot (P) & Yvon Gosselin (C) 2. Robert Malleron (P), Marguerite Monnot (C) & Robert Juel (C)                               | Accompagnée par Wal-Berg et son orchestre                                                          | Columbia Graphophone Company Ltd. EP 78 RPM Columbia - DF 2035 Réédition de DF 214 (1930)    |
| 1936 | • 1. Aux quatre coins d'la banlieue (chanson) • 2. Aimez-vous les moules marinières ? (Extrait de la revue du Casino de Paris : "Tout Paris chante")                                                 | 1. Michel Vaucaire (P) & Rudi Revil (C) 2. Michel Vaucaire, Henri Varna (P) & Rudi Revil                                                | Accompagnée par Wal-Berg et son orchestre                                                          | Columbia Graphophone Company Ltd. EP 78 RPM Columbia - DF 2073                               |
| 1937 | • 1. J'ai rêvé cette nuit • 2. Je suis dans la dèche | 1. P. Buzulier(P) & , Borel-Clerc (C) 2. R. Asso, M. Lukine (P) & Léo Poll(C)                                                           | Accompagnement d’orchestre sous la direction de Pierre Chagnon                                     | Columbia Graphophone Company Ltd. EP 78 RPM Columbia - DF 2190                               |
| 1937 | • 1. Johnny Palmer (Chanson de marins) • 2. De l'Atlantique au Pacifique (Chanson de marins) | 1. Charles Wedel(P) & Claude Pingault (C) 2. Jean Féline (P) & Arthur Honegger(C)                                                       | Accompagnée par Wal-Berg, son orchestre et ses chœurs                                              | Columbia Graphophone Company Ltd. EP 78 RPM Columbia - DF 2287                               |
| 1937 | • 1. Je crois n'avoir jamais aimé (Valse chantée du film Première) • 2. Du soleil dans ses yeux (Valse musette chantée)                                                                              | 1. Charles Vinci (P) & Denès Et Buday(C) 2. Nelly & Elvaury (P), & Gaston Claret (C)                                                    | (accompagnement d’orchestre non précisé)                                                           | Columbia Graphophone Company Ltd. EP 78 RPM Columbia - DF 2364                               |
| 1937 | • 1. Café-chantant (chanson) • 2. C’est dans un caboulot (Valse Musette Chantée) | 1. Robert Malleron (P) & Wal-Berg (C) 2. Jean Hémen (P), & Marc Lanjean (C)                                                             | Accompagnée par Wal-Berg et son orchestre                                                          | Columbia Graphophone Company Ltd. EP 78 RPM Columbia - DF 2375                               |
| 1938 | • 1. L'Angelus de la mer (chanson réaliste) • 2. Jean-François et Marie-Claude (final du 1er acte de la revue des Folies Bergère "Folie en fleurs") chanté par le duo Carmen Torres et Robert Buguet | 1. Léon Durocher (P) & Gustave Goublier(C) 2. Hermite (P) & Damra (C)                                                                   | Orchestre et Chœurs des Folies Bergère sous la direction de Gaston Lapeyronnie                     | Columbia Grammophone Company Ltd. EP 78 RPM Columbia - DF 2412                               |
| 1938 | • 1. Personne (Chanson) • 2. La Malédiction (Chanson) | 1. Michel Emer (P) & (C) 2. Albert Goizet (P), & Louis Izoird (C)                                                                       | Accompagnée par Wal-Berg et son orchestre                                                          | Columbia Graphophone Company Ltd. EP 78 RPM Columbia - DF 2494                               |
| 1938 | • 1. Mon cœur est un océan • 2. C'est dans un caboulot | 1. J. d'Angelys (P) & René de Buxeuil (C) 2. Jean Hémon (P) & Marc Lanjean (C)                                                          | Accompagnée par Wal-Berg et son orchestre ?                                                        | Columbia Graphophone Company Ltd. EP 78 RPM Columbia - S-56                                  |
| 1939 | • 1. Tout fout le camp • 2. Un avion tout blanc | 1. ? (P), ? (C) 2. ? (P) & ? (C) | Accompagnée par Wal-Berg et son orchestre                                                          | Columbia Graphophone Company Ltd. EP 78 RPM Columbia - DF 2617                               |
| 1939 | • 1. Fouette postillon (chanson) • 2. La Complainte du petit soldat (chanson) | 1. René Rouzaud (P) & Alberto De Pierlas (C) 2. René Rouzaud (P), & Alberto De Pierlas (C)                                              | Accompagnée par Wal-Berg et son orchestre                                                          | Columbia Graphophone Company Ltd. EP 78 RPM Columbia - DF 2683                               |
| 1939 | • 1. Balalaika • 2. Le vent m'a dit une chanson (version tirée du film "La Habanera" / Der Wind hat mir ein Lied erzählt)                                                                            | 1. ? (P), Charlys (C) 2. ? (P) & Lothar Brühne (C)                                                                                      | Accompagnée par Wal-Berg et son orchestre                                                          | Columbia Graphophone Company Ltd. EP 78 RPM Columbia - DF 2684                               |
| 1941 | • 1. Tourbillons d'automne • 2. La Rue de notre amour | 1. René Rouzaud (P) & L.P. Vetheuil (C) 2. Maurice Vandair (P), & Maurice Alexander (C)                                                 | Accompagnement d’orchestre sous la direction de Pierre Chagnon                                     | Columbia Graphophone Company Ltd. EP 78 RPM Columbia - DF 2807                               |
| 1941 | • 1. Tu es partout (version tirée du film "Montmartre-sur-Seine") • 2. Un coin tout bleu(version tirée du film "Montmartre sur Seine")                                                               | 1. Édith Piaf (P), Marguerite Monnot (C) 2. Édith Piaf (P), Marguerite Monnot (C)                                                       | Accompagnement d’orchestre sous la direction de Pierre Chagnon                                     | Columbia Graphophone Company Ltd. EP 78 RPM Columbia - DF 2847                               |
| 1941 | • 1. Tu es partout (version tirée du film "Montmartre-sur-Seine") 2. Un coin tout bleu(Inédit / version tirée du film "Montmartre sur Seine")                                                        | 1 et 2 Édith Piaf (P), Marguerite Monnot (C)                                                                                            | Accompagnement d’orchestre sous la direction de Pierre Chagnon                                     | Disques Pathé, Paris. EP 78 RPM Pathé (Mention "Invendable" / "cire" non commercialisé)      |
| 1942 | • 1. Mon amour vient de finir • 2. Un souvenir | 1. Edith Piaf (P), Marguerite Monnot (C) 2. Oresto Rossi (P) & Fernand Capitani (C)                                                     | Accompagnement d’orchestre sous la direction de Pierre Chagnon                                     | Columbia Graphophone Company Ltd. EP 78 RPM Columbia - DF 2892                               |
| 1942 | • 1. Le Petit Manège (Valse chantée) • 2. Je rêve (Chanson ) | 1. Lucien Lagerde, Maurice Alexander (P) & Maurice Alexander (C) 2. Paul Normand (P) & Tiarko Richepin(C)                               | Accompagnement d’orchestre sous la direction de Pierre Chagnon                                     | Columbia Graphophone Company Ltd. EP 78 RPM Columbia - DF 2930                               |
| 1942 | • 1. Tes yeux sont couleur de printemps (Chanson) • 2. Un soir de fête (Valse chantée) | 1. Maurice Vandair (P) & Vincent Scotto (C) 2. Charlotte Lysès (P), & Jean Delannay (C)                                                 | Accompagnement d’orchestre sous la direction de Pierre Chagnon                                     | Columbia Graphophone Company Ltd. EP 78 RPM Columbia - DF 2931                               |
| 1943 | • 1. Dans ma solitude (Mélodie slow) • 2. Il ne sait rien me dire (Valse musette) | 1. Jean-Philippe Derrieux (P) & Joëguy (C) 2. René Rouzaud (P), & L.P. Vetheuil (C)                                                     | Accompagnement d’orchestre sous la direction de Pierre Chagnon                                     | Columbia Graphophone Company Ltd. EP 78 RPM Columbia - DF 2965                               |
| 1943 | • 1. Je voudrais dormir une nuit • 2. Depuis que les bals sont fermés | 1. Delmas Léo Lelièvre Fils (P) & Henri Bourtayre (C) 2. R. Thoreau (P), & Vincent Scotto (C)                                           | Accompagnement d’orchestre sous la direction de Pierre Chagnon                                     | Columbia Graphophone Company Ltd. EP 78 RPM Columbia - DF 2966                               |
| 1943 | • 1. Ma rue • 2. On danse à la Villette | 1. Camille François ? (P), Émile Carrara (C) 2. Jacques Larue (P) & Émile Carrara (C)                                                   | Accompagnement d’orchestre sous la direction de Pierre Chagnon                                     | Columbia Graphophone Company Ltd. EP 78 RPM Columbia - DF 3027                               |
| 1944 | • 1. Bonjour mon chien • 2. C'était un gars | 1. ? (P), ? (C) 2. ? (P) & ? (C) | Accompagnement d’orchestre sous la direction de ?                                                  | Disques Technisonor EP 78 RPM Technisonor                                                    |
| 1944 | • 1. Rien qu'un mégot • 2. J'ai raté ma chance | 1. ? (P), ? (C) 2. ? (P) & ? (C) | Accompagnement d’orchestre sous la direction de ?                                                  | Disques Technisonor EP 78 RPM Technisonor                                                    |
| 1949 | • 1. La Mauvaise Prière • 2. Le Fou | 1. René Chalupt (P), Louis Aubert (C) 2. André Barde (P) & Pierre Larieu (C)                                                            | Accompagnement d’orchestre sous la direction de Pierre Chagnon                                     | Columbia Graphophone Company Ltd. EP 78 RPM Columbia - BFX 24 Réédition de 2 titres anciens. |
| 1952 | • 1. Deux femmes • 2. La Chanson réaliste | 1. Jacqueline Aghion (P) & Eddie Crémier, Max Alexis (C) 2. Jacqueline Aghion (P) & Max d'Yresne(C)                                     | Accompagnement d’orchestre sous la direction de J.E. Crémier                                       | Disques Lutetia, Paris. EP 78 RPM Lutetia 528                                                |
| 1953 | • 1. Y'a tant d'amour • 2. C'est d'la Faute à tes yeux | 1. Claude Valéry (P), Raymond Asso (C) 2. Edith Piaf (P) & ? (C)                                                                        | Accompagnement au piano, Dominique Gérard sur 1 et 2, au violon Kotaro Hara sur 1.                 | Disques Columbia EP 78 RPM Columbia F.23 Enregistré à Tokyo le 4 mai 1953                    |
| 1971 | • 1. Le Grand Frisé (enregistrée en 1931) • 2. La guinguette a Fermé ses Volets (valse musette) (enregistré en 1934)                                                                                 | 1. Émile Ronn (P) & Léo Daniderff (C) 2. Georges Zwingel (P), & Léo Montagne (C)                                                        | Accompagnement d’orchestre sous la direction de Pierre Chagnon                                     | Columbia Graphophone Company Ltd. EP 45 RPM Columbia - SP 90 Réédition en 45 tours.          |

Les 78 tours ci-dessus mentionnés : C'est dans un caboulot - Café-chantant (Columbia CF 2377 enregistré le 5 avril 1938) a été commercialisé en juin 1938, Je crois n'avoir jamais aimé - Du soleil dans les yeux (Columbia CF 2364 enregistré le 5 avril 1938) a été commercialisé en mai 1938. source : Catalogue Supplément Columbia
Chansons non disponibles en Ep 78 RPM
- La Femme d'un soir (1937)
- Tes yeux (1934)
- Beau petit marin de passage (1933)
- Qu'en pensez-vous, pauvres petits ? " (1936) Louis Poterat, Jean Solar (P) & Lodge (C). (orchestre dirigé par Wal-Berg.)
- Brouillard (1937)
- La Femme à la rose (enregistrée pour la radio à Paris le 25 mai 1948)
- Damia « La Mauvaise Prière » avec accompagnement de piano enregistré à paris le 25 mai 1948
- Damia « Je veux entrer dans tous les bars » enregistré pour la radio à Paris le 25 mai 1948 avec accompagnement de piano
- Damia « Tu ne sauras jamais » enregistrée le 25 mai 1948 à Paris pour la radio. La première chanson de Damia ,jamais enregistrée par elle sur disque.
- Damia chante « Rumeurs » à la radio en 1948
- Damia raconte et chante sa chanson « La Chaîne » avec piano enregistré pour la radio le 25 mai 1948 à Paris
- Damia « Les Goélands » enregistré à la radio à Paris le 25 mai 1948
- Damia « Chantez pour moi, violons » 1933 prise inédite Damia « Chantez pour moi, violons » prise inédite

de Reale-Deutsch-Altman- orchestre Pierre Chagnon
disque 78 tours échantillon invendable CL.4512-1 le 23/10/1933

### Filmographie
longs métrages
- 1921 : Le Lys de la vie de Loïe Fuller et de Gabrielle Sorère : Femme de la mer
- 1927 : Napoléon, d'Abel Gance : La Marseillaise
- 1930 : Tu m'oublieras, de Henri Diamant-Berger : Estelle
- 1931 : Sola, d’Henri Diamant-Berger : Sola
- 1931 : Calais-Douvres, de Jean Boyer et Anatole Litvak : la chanteuse
- 1932 : La Tête d'un homme, de Julien Duvivier : la femme lasse
- 1937 : Les Perles de la couronne, de Sacha Guitry et Christian-Jaque : une femme du peuple
- 1938 : Remontons les Champs-Élysées, de Sacha Guitry : (petit rôle de figuration)
- 1955 : Goubbiah, mon amour, de Robert Darène : la mère de Trinida
- 1956 : Notre-Dame de Paris, de Jean Delannoy : une chanteuse de rue

courts métrages
- 1935 : La Mauvaise prière, de Maurice Cloche : Damia

documentaires concernant la chanteuse Damia
- 1936 : Radio de Maurice Cloche[23]
- La joie de vivre : numéros de l’émission du 26 décembre 1954 et du 14 mai 1956. L’émission musicale télévisée était animée par Jacqueline Joubert, Robert Lamoureux et Henri Spade.
- 1961 à 1964 : Les heures chaudes de Montparnasse de Jean-Marie Drot, série documentaire de 15 épisodes réalisés et diffusés à la télévision entre 1961 et 1964. Damia apparait dans l’épisode La rue de la Gaîté réalisé en 1963.
- 1989 : Damia: Concert en velours noir de Juliet Berto
- 2016 : Damia, la chanteuse était en noir de Carole Wrona (documentaire biographique)

### Théâtre
- 1927 : Le Procureur Hallers de Louis Forest et Henry de Gorsse d'après Paul Lindau, théâtre de l'Odéon
- 1930 : La Revue milliardaire à l'Apollo avec Vera Amazar, Ruth Virginia Bayton[24].

### Notices et mentions dans les bases de données, partitions et pochettes
1. ↑  Fiche "Encyclopédique" de l’EP 78 : Le Portrait. consulté le 13 octobre 2020.
2. ↑  Photos des faces de l’EP 78 : La Chaîne 1 / 2. consulté le 13 octobre 2020.
3. ↑  Fiche "Encyclopédique" de l’EP 78 : Les Ménétriers. consulté le 13 octobre 2020.
4. ↑  Notice bibliographique BNF N° FRBNF37936769 de l’EP 78 : La Veuve 1. consulté le 13 octobre 2020.
5. ↑  Fiche "PopSike" du résultat de vente aux enchères de l’EP 78 : La Rue de la Joie. consulté le 13 octobre 2020.
6. ↑  Photos des faces de l’EP 78 : Dis Moi 1 / 2. consulté le 13 octobre 2020.
7. ↑  Notice bibliographique BNF N° FRBNF37955450 de l’EP 78 : Ah ! Dis Charlotte !. consulté le 13 octobre 2020.
8. ↑  Fiche Discogs de l’EP 78 : Les Goélands. consulté le 13 octobre 2020.
9. ↑  Fiche Discogs de l’EP 78 : Maruska. consulté le 13 octobre 2020.
10. ↑  Fiche Discogs de l’EP 78 : C'est Mon Gigolo. consulté le 13 octobre 2020.
11. ↑  Notice bibliographique BNF N° FRBNF37827686 de l’EP 78 : La Veuve 2. consulté le 13 octobre 2020.
12. ↑  Photos des faces de l’EP 78 : La Mauvaise Prière 1 / 2. consulté le 13 octobre 2020.
13. ↑  Photos des faces de l’EP 78 : L'Étranger 1 / 2. consulté le 13 octobre 2020.
14. ↑  Notice bibliographique BNF N° FRBNF37821884 de l’EP 78 : La Guinguette a fermé ses Volets. consulté le 13 octobre 2020.
15. ↑  Notice bibliographique BNF N° FRBNF38315428 de l’EP 78 : Johnny Palmer. consulté le 13 octobre 2020.
16. ↑  Fiche "Encyclopédique" de l’EP 78 : Tu ne sais pas aimer. consulté le 13 octobre 2020.
17. ↑  Fiche Discogs de l’EP 78 : L'Orgue. consulté le 13 octobre 2020.
18. ↑  Fiche Discogs de l’EP 78 : Tu M'Oublieras. consulté le 13 octobre 2020.
19. ↑  Notice bibliographique BNF N° FRBNF37825444 de l’EP 78 : Le grand frisé. consulté le 13 octobre 2020.
20. ↑  Fiche "Popsike" de résultat de vente aux enchères de l’EP 78 : J’ai le cafard. consulté le 14 octobre 2020.
21. ↑  Photos des faces de l’EP 78 : Redis-Moi 1 / 2. consulté le 13 octobre 2020.
22. ↑  Notice bibliographique BNF N° FRBNF37825465 de l’EP 78 : Il fait si bon près de toi'. consulté le 14 octobre 2020.
23. ↑  Fiche Discogs de l’EP 78 : Complainte de Mackie. consulté le 13 octobre 2020.
24. ↑  Notice bibliographique BNF N° FRBNF37825549 de l’EP 78 : Je Voudrais que la Nuit…. consulté le 14 octobre 2020.
25. ↑  Notice bibliographique BNF N° FRBNF38583261 de l’EP 78 : Amours de Minuit. consulté le 13 octobre 2020.
26. ↑  Photos des faces de l’EP 78 : La Plus Belle Chanson 1 / 2 & Notice bibliographique BNF FRBNF37825656. consulté le 13 octobre 2020.
27. ↑  Notice bibliographique BNF N° FRBNF38577005 de l’EP 78 : Les Inquiets. consulté le 13 octobre 2020.
28. ↑  Photos des faces de l’EP 78 : Mon matelot 1 / Notice n° :  FRBNF37825824 de la BNF. consulté le 13 octobre 2020.
29. ↑  Fiche "Encyclopédique" de l’EP 78 : La Tête d’un homme. consulté le 13 octobre 2020.
30. ↑  Fiche Discogs de l’EP 78 : La Garde de nuit à l'Yser. consulté le 13 octobre 2020.
31. ↑  Fiche Discogs de l’EP 78 : La Chanson des flots. consulté le 13 octobre 2020.
32. ↑  Photos des faces de l’EP 78 : Chansons gitanes 1 / 2. consulté le 13 octobre 2020.
33. ↑  Photos des faces de l’EP 78 : Pluie 1 / 2. consulté le 13 octobre 2020.
34. ↑  Notice bibliographique BNF N° FRBNF37826039 de l’EP 78 : Dis-moi tout bas. consulté le 14 octobre 2020.
35. ↑  Notice bibliographique BNF N° FRBNF37826070 de l’EP 78 : Chanson de halage. consulté le 14 octobre 2020.
36. ↑  Notice bibliographique BNF N° FRBNF37826113 de l’EP 78 : Moi… Je m'ennuie. consulté le 13 octobre 2020.
37. ↑  Notice bibliographique BNF N°  FRBNF37826124 de l’EP 78 : Mon Phono Chante'. consulté le 14 octobre 2020.
38. ↑  Notice bibliographique BNF N° FRBNF38318967 de l’EP 78 : Tout le jour, toute la nuit. consulté le 13 octobre 2020.
39. ↑  Notice bibliographique BNF N° FRBNF38606620 de l’EP 78 : J'ai perdu ma jeunesse. consulté le 13 octobre 2020.
40. ↑  Notice bibliographique BNF N° FRBNF37826180 de l’EP 78 : Longtemps. consulté le 13 octobre 2020.
41. ↑  Fiche Discogs de l’EP 78 : Sombre Dimanche. consulté le 13 octobre 2020.
42. ↑  Notice bibliographique BNF N° FRBNF45845791 de l’EP 78 : Un Dimanche comme les Autres. consulté le 14 octobre 2020.
43. ↑  Fiche Discogs de l’EP 78 : La Rue. consulté le 13 octobre 2020.
44. ↑  Fiche "PopSike" du résultat de vente aux enchères de l’EP 78 : Aux quatre coins d'la banlieue et Notice bibliographique BNF N° FRBNF45845791. consulté le 13 octobre 2020.
45. ↑  Notice bibliographique BNF N° FRBNF37826326 de l’EP 78 : J'ai Rêvé Cette Nuit. consulté le 14 octobre 2020.
46. ↑  Notice bibliographique BNF N° FRBNF37826380 de l’EP 78 : Johnny Palmer (Chanson de marins). consulté le 14 octobre 2020.
47. ↑  Fiche Discogs de l’EP 78 : Je crois n'avoir jamais aimé. consulté le 13 octobre 2020.
48. ↑  Fiche "PopSike" du résultat de vente aux enchères de l’EP 78 : Café-chantant et face 2. consulté le 13 octobre 2020.
49. ↑  Notice bibliographique BNF N° FRBNF37826459 de l’EP 78 : L'Angelus de la Mer et notice N° FRBNF38577276 EP 78 : L'Angelus de la Mer 2. consulté le 13 octobre 2020.
50. ↑  Fiche Discogs de l’EP 78 : Personne. consulté le 13 octobre 2020.
51. ↑  Fiche Discogs de l’EP 78 : Mon Cœur est un Ocean. consulté le 13 octobre 2020.
52. ↑  Notice bibliographique BNF N° FRBNF38606643 de l’EP 78 : Tout fout le camp. consulté le 13 octobre 2020.
53. ↑  Fiche "PopSike" du résultat de vente aux enchères de l’EP 78 : Fouette Postillon et Notice n° :  FRBNF37826656 de la BNF. consulté le 13 octobre 2020.
54. ↑  Notice bibliographique BNF N° FRBNF38074837 de l’EP 78 : Balalaika. consulté  octobre 2020.
55. ↑  Fiche "Rate Your Music" de l’EP 78 : Tourbillons d'Automne et Partition de La Rue de Notre Amour. consulté le 13 octobre 2020.
56. ↑  Notice bibliographique BNF N°  FRBNF37826760 de l’EP 78 : Tu es partout. consulté le 14 octobre 2020.
57. ↑  Fiche "PopSike" du résultat de vente aux enchères de l’EP 78 : Tu es partout (essai /cire). consulté le 13 octobre 2020.
58. ↑  Notice bibliographique BNF N° FRBNF37826801 de l’EP 78 : Mon amour vient de finir. consulté le 13 octobre 2020.
59. ↑  Notice bibliographique BNF N°  FRBNF37826855 de l’EP 78 : Le Petit Manège'. consulté le 14 octobre 2020.
60. ↑  Fiche Discogs de l’EP 78 : Tes Yeux sont Couleur de Printemps. consulté le 13 octobre 2020.
61. ↑  Photos des faces de l’EP 78 : Dans ma solitude 1 / 2 & Notice bibliographique BNF N° FRBNF37826900. consulté le 13 octobre 2020.
62. ↑  Notice bibliographique BNF N° FRBNF37826901 de l’EP 78 : Je Voudrais Dormir une Nuit. consulté le 13 octobre 2020.
63. ↑  Notice bibliographique BNF N° FRBNF37826966 de l’EP 78 : Ma rue. consulté le 13 octobre 2020.
64. ↑  Notice bibliographique BNF N° FRBNF37822703 de l’EP 78 : La Mauvaise Prière (Réédition). consulté le 13 octobre 2020.
65. ↑  Fiche "PopSike" du résultat de vente aux enchères de l’EP 78 : Deux femmes. consulté le 13 octobre 2020.
66. ↑  Photos des faces de l’EP 45 : Le Grand Frisé 2 1 / et Partition de 1934 2. consulté le 13 octobre 2020.

#### Publications, livres et articles de presse
- Gérard Bauër, Rue de la Gaîté, in Le Figaro littéraire no 894 du samedi 8 juin 1963, p. 13
- Francesco Rapazzini, Damia, une diva française, Paris, éditions Perrin, 2010, 412 p. (ISBN 978-2-262-03403-0).
- Gianni Lucini, Luci, lucciole e canzoni sotto il cielo di Parigi - Storie di chanteuses nella Francia del primo Novecento), Novara, Segni e Parole, 2014, 160 p.  (ISBN 978-88-908494-4-2).
- Bruno Théveny, Femmes illustres des Vosges dans l'histoire, Chaumont, Liralest-Éditions Dominique Guéniot, 2020, 192 p. (ISBN 978-2-87825-003-9 et 2-87825-003-6, OCLC 1236003913, lire en ligne), p. 57-59

### Documentaire
- Damia, la Chanteuse était en noir, de Carole Wrona, une coproduction Slow Production / Arte France (2017)

### Radio-biographie
Une série de quatre émissions de trente minutes de l’émission hebdomadaire Tour de chant (consacrée à l'histoire de la chanson francophone) radiodiffusée sur France Musique, présentée par le journaliste historien musical Martin Pénet et réalisée par Christine Amado. Cette radio-biographie faite de nombreux extraits d’interviews provenant des archives de l’INA, de l’émission La joie de vivre qui lui fut consacrée en 1956, est émaillée de nombreuses chansons plus ou moins courantes de son répertoire, mais aussi de perles d’enregistrements plus ou moins oubliés voire quasi introuvables.
- Damia, la tragédienne de la chanson (1906 à 1913) (épisode 1/4) diffusée le dimanche 28 janvier 2018 • [ Podcast | 1 ]
- Damia, la tragédienne de la chanson (1906 à 1913) (épisode 2/4) diffusée le dimanche 4 février 2018 • [ Podcast | 2 ]
- Damia, la tragédienne de la chanson (1906 à 1913) (épisode 3/4) diffusée le dimanche 11 février 2018 • [ Podcast | 3 ]
- Damia, la tragédienne de la chanson (1906 à 1913) (épisode 4/4) diffusée le dimanche 18 février 2018 • [ Podcast | 4 ]